# Solidage géant
Solidago gigantea
Espèce
Classification phylogénétique
Le Solidage géant ou Verge d'or géante (Solidago gigantea) est une espèce de plantes à fleurs du genre des Solidages et de la famille des Astéracées.

## Description
À ne pas confondre avec le solidage du Canada qui lui ressemble par sa forme.
La taille du solidage géant ne dépasse généralement pas 120 cm. Il est plus petit que le solidage du Canada. Le solidage géant a une tige glabre jusqu'au niveau des fleurs, souvent rougeâtre, alors que la tige du Solidage du Canada est verte dorée et poilue.
Chaque feuille de Solidago gigantea présente trois nervures longitudinales. Elles sont disposées en alternance de part et d'autre sur la tige glabre et en forme de fer de lance (lancéolées).
Les fleurs sont rassemblées en capitules de couleur jaune et d'un diamètre de 4 à 8 mm. Ensemble, les capitules forment des grappes irrégulières (ou panicules) de forme pyramidale avec des ramifications se raccourcissant vers le sommet.
Originaire d'Amérique du Nord, le solidage géant est une espèce fortement invasive.
Elle a été introduite sur le sol européen au début du XVIIIème siècle en tant que végétal d'ornement et plante mellifère; et signalée sur le territoire français à l'aube du XIXème siècle.

## Écologie
Le solidage géant est présent dans les zones humides et les milieux rudéraux.
La floraison s'étale de juillet à septembre. 

## Caractère invasif en Europe
Solidago gigantea est une espèce invasive en Europe, aujourd'hui répandu dans toute l'Union Européenne. Elle affecte la biodiversité locale en modifiant les écosystèmes en remplaçant la flore locale et en entraînant une chute des ressources alimentaires pour les pollinisateurs. Elle peut se reproduire dès sa première année et se propage très bien grâce aux grandes quantités de graines qu'elle produit, dispersées par le vent, et la croissance de ses rhizome, aboutissant souvent à des peuplements denses de cette seule espèce.

## Parenté
Le Solidage géant partage son taxon avec Solidago nemoralis Aiton, Solidago rugosa Mill. et Solidago canadensis L.

## Maladies
Le Solidage géant peut être parasité par le champignon Coleosporium asterum et l'insecte Calycomyca solidaginis peut induire des cécidies (galles) dans les tissus végétaux.

## Galerie photos

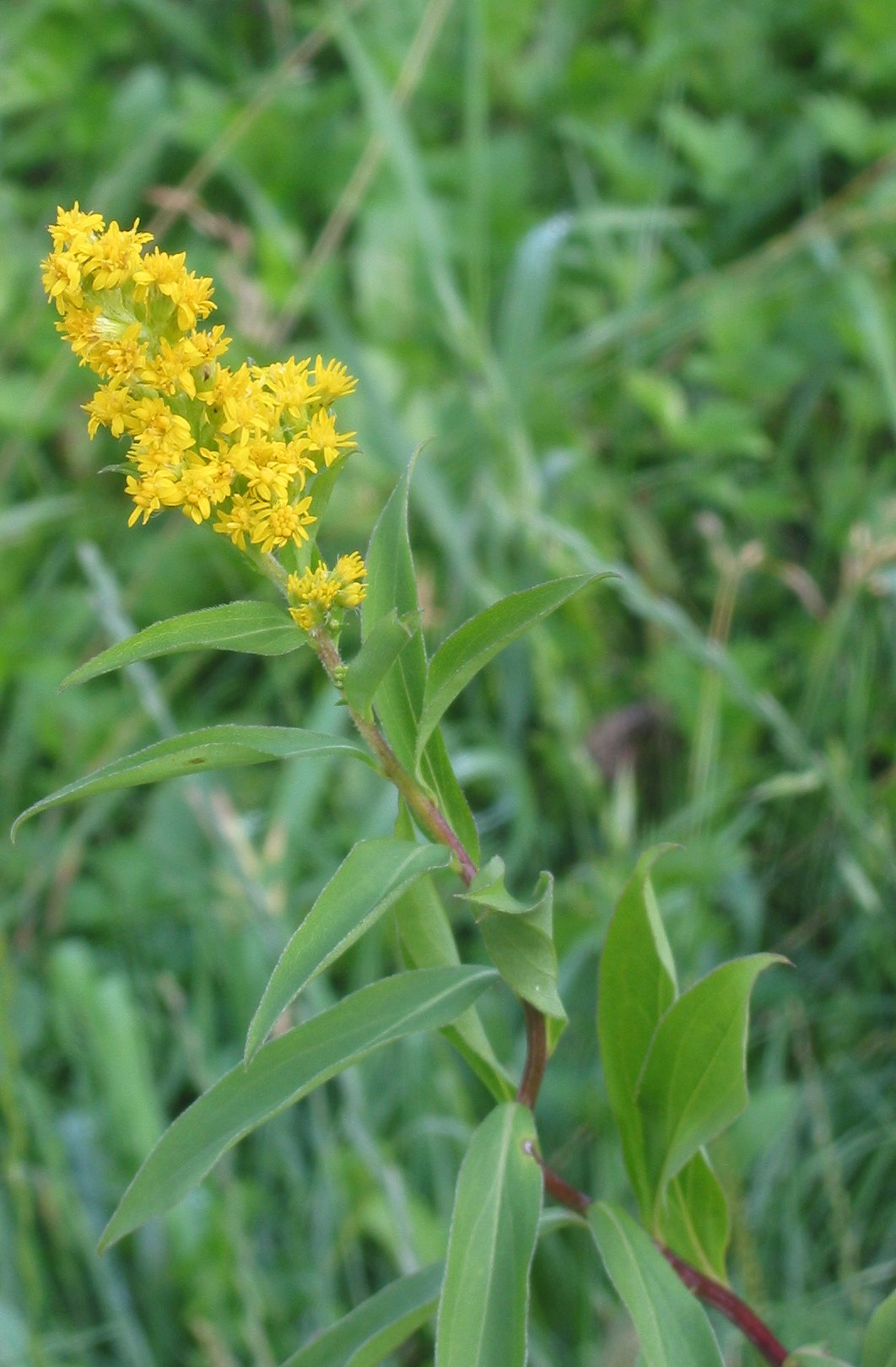
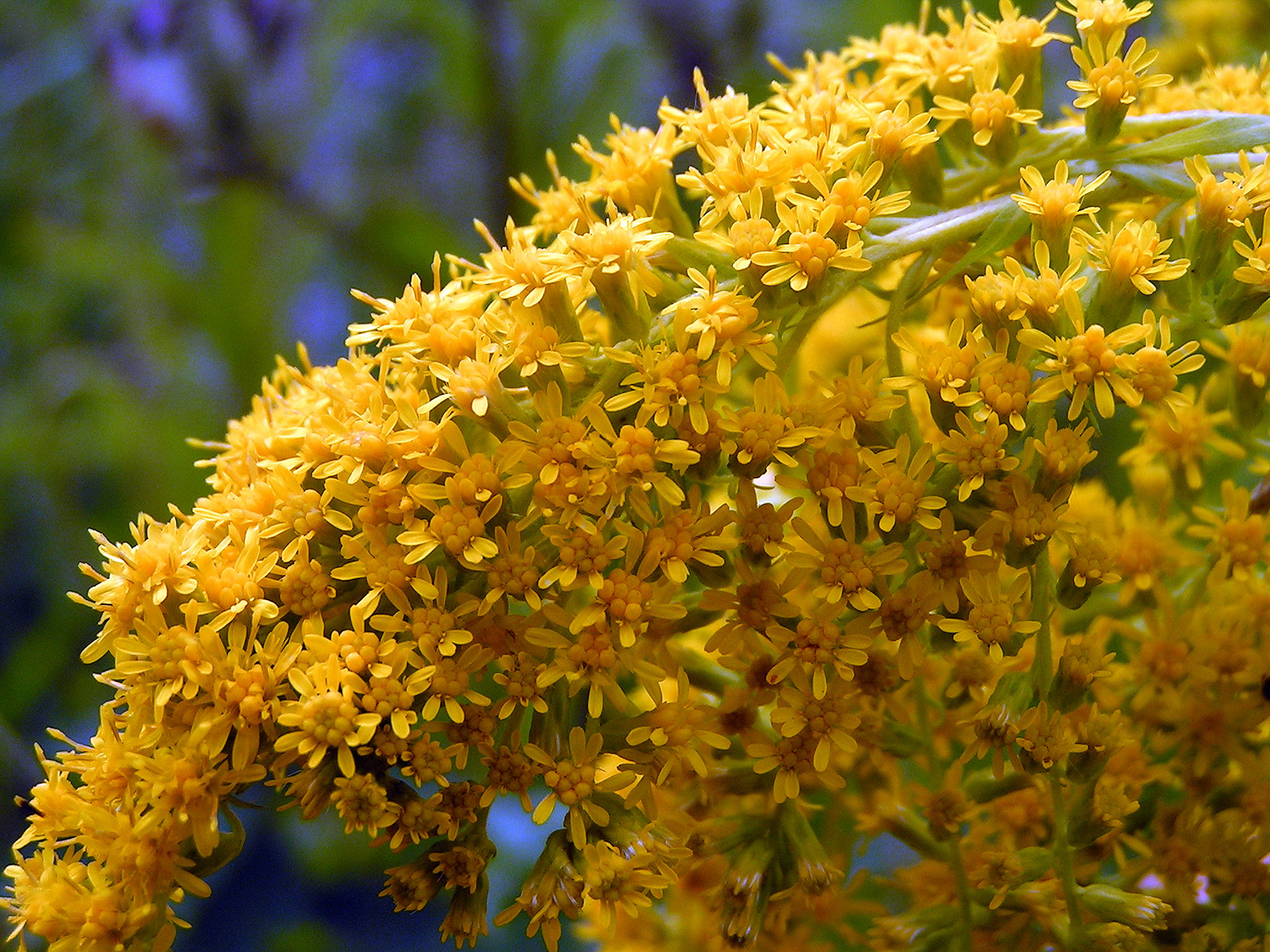
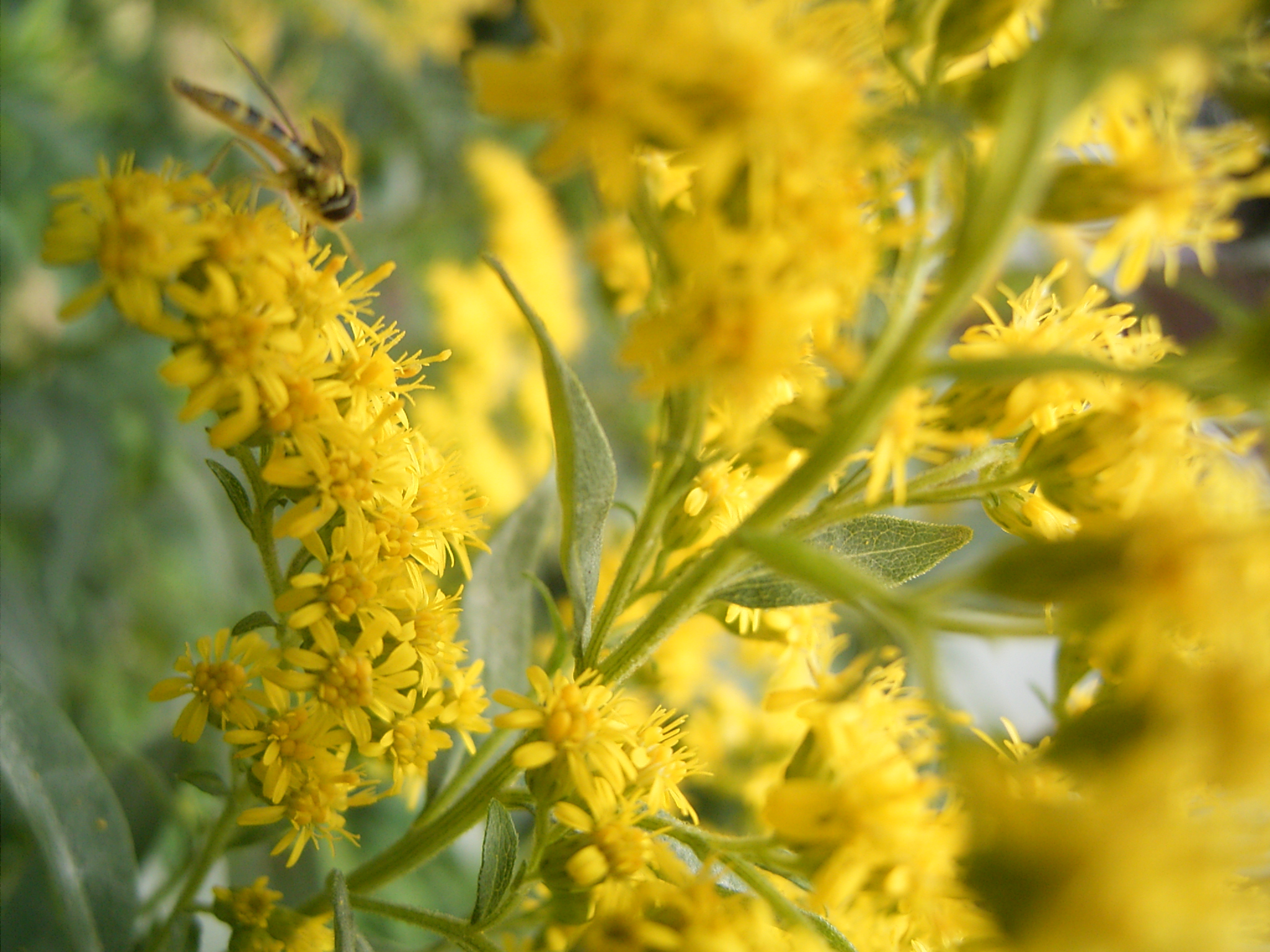

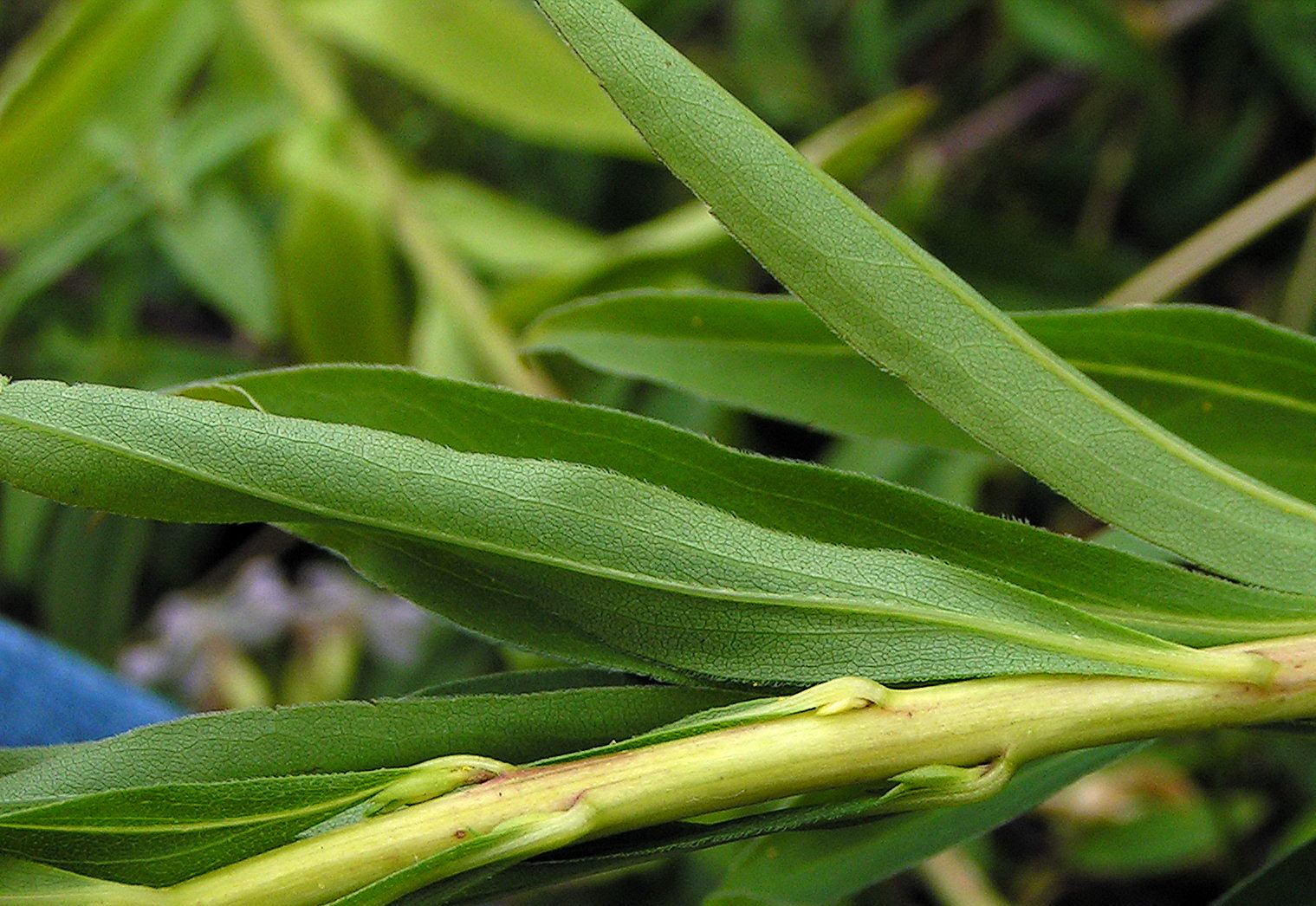